# Citroën Saxo
Citroën Saxo är en småbil utvecklad av Citroën i samarbete med Peugeot, vars version kallades 106. Saxo marknadsfördes aldrig i Sverige, men ett antal har ändå letat sig till landet via privatimport. Idag är modellen ersatt av de betydligt modernare C2 och C3.

## Motoralternativ
| Modell       | Årsmodell | Motor                   | Cylindervolym | Effekt | Vridmoment | Bränslesystem      |
| ------------ | --------- | ----------------------- | ------------- | ------ | ---------- | ------------------ |
| 1.0i         | 1996-1999 | 4-cyl radmotor SOHC 8V  | 954 cm³       | 45 hk  | 74 Nm      | Bränsleinsprutning |
| 1.0i         | 2000-2001 | 4-cyl radmotor SOHC 8V  | 954 cm³       | 50 hk  | 74 Nm      | Bränsleinsprutning |
| 1.1i         | 1996-1998 | 4-cyl radmotor SOHC 8V  | 1124 cm³      | 54 hk  | 88 Nm      | Bränsleinsprutning |
| 1.1i         | 1999-2003 | 4-cyl radmotor SOHC 8V  | 1124 cm³      | 60 hk  | 88 Nm      | Bränsleinsprutning |
| 1.4i         | 1996-2003 | 4-cyl radmotor SOHC 8V  | 1360 cm³      | 75 hk  | 113 Nm     | Bränsleinsprutning |
| 1.6i         | 1996-2000 | 4-cyl radmotor SOHC 8V  | 1587 cm³      | 88 hk  | 135 Nm     | Bränsleinsprutning |
| 1.6i VTS     | 2001-2003 | 4-cyl radmotor SOHC 8V  | 1587 cm³      | 98 hk  | 138 Nm     | Bränsleinsprutning |
| 1.6i 16V VTS | 1996-2003 | 4-cyl radmotor DOHC 16V | 1587 cm³      | 118 hk | 145 Nm     | Bränsleinsprutning |
| 1.5 D        | 1996-2000 | 4-cyl radmotor SOHC 8V  | 1527 cm³      | 54 hk  | 95 Nm      | Sugdiesel          |
| 1.5 D        | 2001-2003 | 4-cyl radmotor SOHC 8V  | 1527 cm³      | 57 hk  | 95 Nm      | Sugdiesel          |
| Electrique   | 1996-2003 | Elmotor                 |               | 27 hk  | 126 Nm     |                    |